# Luis Guillermo García-Saúco Beléndez
Luis Guillermo García-Saúco Beléndez (Albacete, 21 de junio de 1950) es un historiador, profesor e investigador del arte español.

## Biografía
Luis Guillermo García-Saúco nació en Albacete (España), y se licenció en Filosofía y Letras (especialidad de Historia del Arte) en la Universidad de Sevilla. Fue uno de los fundadores del Instituto de Estudios Albacetenses "Don Juan Manuel" en 1977, del cual fue director elegido por mayoría absoluta en 1987. Ha sido catedrático de Historia del Arte en el Instituto "Tomás Navarro Tomás" durante más de treinta años, así como profesor asociado de Historia del Arte en la Universidad de Castilla-La Mancha. Durante 20 años, ha sido profesor de Historia del Arte en la Universidad de la Experiencia de la Universidad Popular de Albacete. Ha escrito numerosos artículos y libros sobre la historia del arte de la provincia de Albacete, sin contar las numerosas publicaciones colectivas en las que ha colaborado. Ha sido comisario de diversas exposiciones sobre arte e historia de esta provincia, la más importante de ellas, en el año 2000, Los Caminos de la Luz, que conmemoró el cincuentenario de la Diócesis de Albacete. En su desarrollo como investigador del arte, ha dado numerosas conferencias y charlas sobre el ámbito histórico-artístico de la provincia de Albacete, también en radio y televisión.
Fue pregonero de la Semana Santa de Chinchilla de Montearagón en el año 2000. En el año 2014, fue nombrado Hijo Adoptivo de esta misma ciudad, en agradecimiento por desvelar, con sus generosas investigaciones, aspectos trascendentales de la historia de la Ciudad, como la construcción del ábside de la Iglesia Arciprestal de Santa María del Salvador, la situación de los baños árabes (Luis Guillermo hizo todo lo posible para que fueran declarados Bien de Interés Cultural), la talla original de la patrona, la Santísima Virgen de las Nieves, que se encontraba envuelta por un cilindro metálico hasta que Luis Guillermo y el cura de Chinchilla, don Victoriano Navarro Asín, consiguieron liberarla y mostrar la belleza de la talla completa. Además de dar a conocer el verdadero diseño del escudo chinchillano, tras una profunda investigación, y de la bandera municipal, entre otras aportaciones. Luis Guillermo es considerado como la persona que más ha estudiado y difundido el pasado de la ciudad de Chinchilla. 
Ideó la réplica de la Antigua Puerta de Hierros de Albacete, situada en el Parque de los Jardinillos, inaugurada en 2010. La Puerta de Hierros original presidió el Recinto Ferial de Albacete desde 1783 hasta 1974. También propició la colocación de la antigua puerta del colegio Giner de los Ríos en el Parque de Abelardo Sánchez de esta misma localidad, con el propósito de su protección. Otra portada que Luis Guillermo consiguió salvar, a pesar de la destrucción del edificio al que daba acceso, era la puerta de la Casa de los Picos (siglo XVII), que se encontraba en la calle Gaona de la ciudad, y que fue reinstalada en la Posada del Rosario.
Durante más de veinte años hasta 2007, formó parte de la Comisión Provincial de Patrimonio de Albacete. En 2019, se constituyó la Mesa de Consejeros Locales por el Patrimonio de Albacete, de la que Luis Guillermo formó parte.
En 2022, colaboró en el descubrimiento de las ocho tablas renacentistas de Juan de Borgoña del retablo de la Iglesia de la Santísima Trinidad de Alcaraz, uno de los últimos grandes descubrimientos en el campo de la historia del arte en territorio español.
Es Académico Fundador de la Academia de Humanidades y Ciencias Sociales de Castilla-La Mancha.
Es padre de dos hijos, María y Guillermo.

## Obra

### Publicaciones y artículos en solitario
- La iglesia de San Blas de Villarrobledo (1975) en Al-Basit, núm. 1
- La Custodia del Corpus Christi de San Juan Bautista de Albacete (1976) en Al-Basit, núm. 3.
- Dos retablos barrocos en Albacete. Noticias sobre un humilladero en Chinchilla (1978) (varia) en Al-Basit, núm. 5.
- La Catedral de San Juan Bautista de Albacete (1979)
- Noticias sobre la construcción de la capilla del Hospital de Hellín a finales del siglo XVI (1979) (varia) en Al-Basit, núm. 6.
- El San Jorge de Golosalvo, obra de Francisco Salzillo (1980) en Al-Basit, núm. 8.
- El Retablo Mayor de Santa María de la Esperanza de Peñas de San Pedro (1981), en Al-Basit, núm. 9.
- Noticias sobre una obra perdida de Francisco Salzillo en Alborea (1981) (varia), en Al-Basit, núm. 10.
- Sobre orfebrería en la provincia de Albacete: tres cruces procesionales del siglo XVI (1984), en Congreso de Historia de Albacete: vol. III, Edad Moderna.
- El retablo en el siglo XVIII en la provincia de Albacete: tres ejemplos (1984), en Congreso de Historia de Albacete: vol. III, Edad Moderna.
- Francisco Salzillo y la escultura salzillesca en la provincia de Albacete (1985)
- Patrimonio artístico albacetense en la exposición iberoamericana de Sevilla de 1929 (1989)[3]
- Heráldica Municipal de la Provincia de Albacete (1991)
- Un aspecto del gótico español: un nuevo incunable en Albacete (1997), en Al-Basit, núm. 41.
- Privilegios de El Bonillo del siglo XVI. Consideraciones artísticas, en Privilegios de El Bonillo del siglo XVI (2001).
- Estampas de Albacete (2002)
- El retablo mayor de Santa Catalina de El Bonillo. II Congreso de Historia de Albacete. Vol III. Edad Moderna.
- Platería en la provincia de Albacete: Cálices. De las formas góticas al siglo XX. II Congreso de Historia de Albacete. Vol III. Edad Moderna.
- El privilegio de villazgo de Ayna (1565-66). Consideraciones artísticas y heráldicas, en Privilegio de Villazgo de Ayna (1575) (2002).
- La torre del tardón de Alcaraz. Hacía una interpretación simbólica, en Andrés de Vandelvira V Centenario, IEA (2005).
- Apuntes para una historia del arte de Albacete (2006)
- El plano de la villa de Albacete de 1767 (2007) en Revista Cultural Albacete, núm. 9.
- Apuntes para una historia del arte de Albacete II (2007)
- La historia iluminada: manuscritos miniados e ilustrados de la provincia de Albacete (ss. XIII-XVIII) (2009)
- Sobre escultura barroca andaluza. Imágenes exentas del Niño Jesús en Albacete, en Homenaje a Alfonso Santamaría Conde (2010).
- La Feria de Albacete. Consideraciones tras una efeméride (2011)
- Las grisallas de la sacristía de San Juan Bautista de Albacete. Un ciclo pictórico del siglo XVI (2012)[4]
- La Capilla y el retablo renacentista de la Virgen de los Llanos en la Catedral de Albacete y
- Los relieves de Ignacio Pinazo Martínez en el Colegio Notarial de Albacete, ambos en el Homenaje a Carmina Useros (2018).
- Parroquia de San Martín de Tours. La Gineta (2021), en Las 4 Esquinas, La Gineta.
- La imagen escultórica del “Dulce Nombre de Jesús” de Caudete (2022), en revista Capdetania.
- El arte del Renacimiento en tierras albacetenses. De lo tardogótico al manierismo (2022), en "Juan de Borgoña, un maestro oculto".

### Publicaciones colectivas
- La Virgen de las Nieves de Chinchilla y su Ermita de San Pedro de Matilla en los Llanos de Albacete (1979), junto con Alfonso Santamaría, en Ensayos históricos y científicos, núm. 4.
- Ermitas de Chinchilla (1980), junto con A. Santamaría Conde en  Al-Basit, núm. 7.
- La Iglesia de Santa María del Salvador de Chinchilla, estudio histórico-artístico (1981), junto con A. Santamaría en Ensayos históricos y científicos, núm. 7.
- Dos bibliotecas chinchillanas del siglo XVII (1983) junto con F. Mendoza Díaz-Maroto en Ensayos Históricos y Científicos, núm 16.
- Unos baños árabes en Chinchilla (1984), junto con Santamaría Conde, en Congreso de Historia de Albacete: vol. I. Arqueología y Prehistoria.
- En El libro de los oficios, edición facsímil de Hartman Schopper, estudio histórico artístico.
- Lo relativo a la provincia de Albacete en Guía del Patrimonio de Castilla-La Mancha (2011).

### Exposiciones
- Albacete 600 años (1982) - Museo de Albacete
- Albacete Tierra de Encrucijada (1983) - Madrid
- Arquitectura en Albacete (1984) - Alcaraz
- Albacete en su historia (1991) - Museo de Albacete
- Marfiles (1999) - Museo de Albacete
- Los Caminos de la Luz (2000) - Antiguo Ayuntamiento de Albacete
- Estampas de Albacete (2002) - I.E.A.
- La Historia Iluminada (2009) - Archivo Histórico Provincial de Albacete
- Albacete, Feria (2010) - Museo de Albacete
- Albacete conmemora (2012) - Feria de Albacete
- Albacete conmemora (2012) - Antiguo Ayuntamiento de Albacete
- Estampas de la provincia de Albacete (2013) - Chinchilla de Montearagón, Alpera, Hellín, Villalgordo del Júcar, Villarrobledo (2014)
- Fides (2013) - Antiguo Ayuntamiento
- Calle Ancha. Miguel Cano (2014) - Colaborador en catálogo
- Documenta (2015) - I.E.A.
- Instituto de Estudios Albacetenses - Tesoros en la biblioteca (2016) - I.E.A.
- Artistas y retratados. 40 años del IEA (2017-2018) - I.E.A.